# São Félix do Xingu
São Félix do Xingu är en stad och kommun i norra Brasilien och ligger där Frescofloden ansluter till den större Xingufloden, i delstaten Pará. Kommunens befolkning uppgick år 2014 till cirka 112 000 invånare. Centralorten hade år 2010 cirka 35 000 invånare.

## Administrativ indelning
Kommunen var år 2010 indelad i fem distrikt:
- São Félix do Xingu
- Taboca
- Vila Ladeira Vermelha
- Vila Lindoeste
- Vila Nereu